# Julius Stern

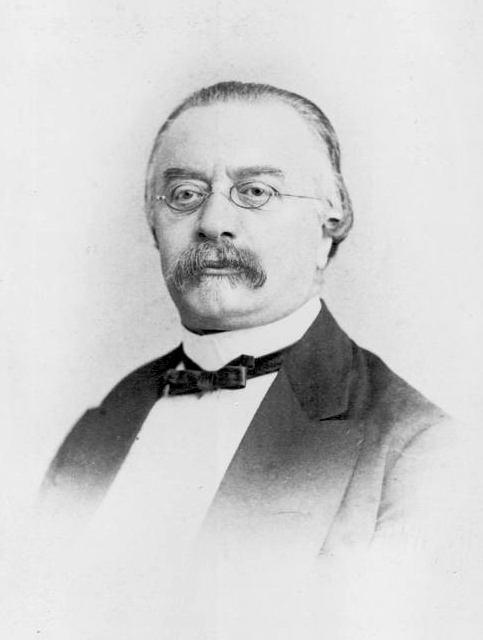
Julius Stern.

Julius Stern, född den 8 augusti 1820 i Breslau, död den 27 februari 1883 i Berlin, var en tysk musiker. 
Stern studerade i Berlin, Dresden och Paris, stiftade 1847 i Berlin Sternska sångföreningen, som han anförde ända till 1874 och som blev en av de bäst ansedda körerna i Tyskland (den upplöstes 1912). År 1850 öppnade han i Berlin tillsammans med Theodor Kullak och A.B. Marx ett musikkonservatorium (senare kallat Sternska konservatoriet). Sedan Kullak och Marx avgått, ledde Stern ensam från 1856 konservatoriet, som med utmärkta lärarkrafter nådde stor blomstring. Han dirigerade tidtals även symfonikonserter och fick 1860 professors titel.